# Konrad Heilig
Konrad Heilig (* 22. November 1817 in Pfullendorf; † 11. August 1849 in Rastatt) war ein badischer Revolutionär und Freiheitskämpfer der Badischen Revolution von 1848.

## Leben
Konrad Heilig wurde als fünfzehntes und letztes Kind eines Pfullendorfer Stadtrechners geboren. Nach der Ausbildung zum Barbier ging der zirka 1,80 Meter große Mann zur großherzoglich badischen Artillerie. Bald war er Wachtmeister.
Als am 12. Mai 1849 der badische Kriegsminister General Hoffmann mit großem Geschütz auf die meuternden Soldaten der Festung Rastatt schießen lassen wollte, warf sich Konrad Heilig, Unteroffizier der Festungsartillerie, vor die Mündung der Kanone. In den Wirren der Revolution nach dem 12. Mai 1849 wurde er von General Sigel zum Kommandanten der Festungsartillerie und Major ernannt. Der Hüne reifte zum entschiedenen Revolutionär und war gegen die Übergabe der Festung an die preußischen Belagerer. Nach der Kapitulation machten die Preußen mit den Freiheitskämpfern der Revolution von 1849 kurzen Prozess und vollzogen an ihnen die Todesstrafe.
Als vom Standgericht Rastatt wegen „Treuebruch und Hochverrat“ zum Tode verurteilt, wurde Konrad Heilig in Rastatt am 11. August 1849 als dritter von 19 Revolutionären standrechtlich erschossen. Zehn Schüsse streckten den damals 32-Jährigen im trockenen Festungsgraben im Bereich des heutigen Hasenwäldeles nieder.

## Würdigung
In Karlsruhe erinnern seit 2002 die „Gedenksteine für die erschossenen Freiheitskämpfer von 1849“ beim Kaiser-Wilhelm I.-Denkmal am Mühlburger Tor an das Schicksal der 27 Freiheitskämpfer der Badischen Revolution. Die fünfte Platte von links der 28 Gedenkplatten gibt eine Erläuterung zu Konrad Heilig. In seiner Geburtsstadt Pfullendorf sowie in Rastatt trägt ein Straßenzug seinen Namen. Ebenfalls in Rastatt befindet sich ein Denkmal für die standrechtlich Erschossenen, sowie die „Erinnerungsstätte für die Freiheitsbewegungen in der deutschen Geschichte“ in der Barockresidenz. Dort wird der Säbel von Konrad Heilig in einer Vitrine mit Exponaten zur Türkenbeute  gezeigt.